# 1303
Portal Geschichte | Portal Biografien | Aktuelle Ereignisse | Jahreskalender | Tagesartikel

◄ |
13. Jahrhundert |
14. Jahrhundert
| 15. Jahrhundert | ►

◄ |
1270er |
1280er |
1290er |
1300er
| 1310er | 1320er | 1330er | ►

◄◄ |
◄ |
1299 |
1300 |
1301 |
1302 |
1303
| 1304 | 1305 | 1306 | 1307 | ► | ►►
Staatsoberhäupter  · Nekrolog
| Januar | Januar | Januar | Januar | Januar | Januar | Januar | Januar |
| Kw     | Mo     | Di     | Mi     | Do     | Fr     | Sa     | So     |
| 1      |        | 1      | 2      | 3      | 4      | 5      | 6      |
| 2      | 7      | 8      | 9      | 10     | 11     | 12     | 13     |
| 3      | 14     | 15     | 16     | 17     | 18     | 19     | 20     |
| 4      | 21     | 22     | 23     | 24     | 25     | 26     | 27     |
| 5      | 28     | 29     | 30     | 31     |        |        |        |
| ------ | ------ | ------ | ------ | ------ | ------ | ------ | ------ |

| Februar | Februar | Februar | Februar | Februar | Februar | Februar | Februar |
| Kw      | Mo      | Di      | Mi      | Do      | Fr      | Sa      | So      |
| 5       |         |         |         |         | 1       | 2       | 3       |
| 6       | 4       | 5       | 6       | 7       | 8       | 9       | 10      |
| 7       | 11      | 12      | 13      | 14      | 15      | 16      | 17      |
| 8       | 18      | 19      | 20      | 21      | 22      | 23      | 24      |
| 9       | 25      | 26      | 27      | 28      |         |         |         |
| ------- | ------- | ------- | ------- | ------- | ------- | ------- | ------- |

| März | März | März | März | März | März | März | März |
| Kw   | Mo   | Di   | Mi   | Do   | Fr   | Sa   | So   |
| 9    |      |      |      |      | 1    | 2    | 3    |
| 10   | 4    | 5    | 6    | 7    | 8    | 9    | 10   |
| 11   | 11   | 12   | 13   | 14   | 15   | 16   | 17   |
| 12   | 18   | 19   | 20   | 21   | 22   | 23   | 24   |
| 13   | 25   | 26   | 27   | 28   | 29   | 30   | 31   |
| ---- | ---- | ---- | ---- | ---- | ---- | ---- | ---- |

| April | April | April | April | April | April | April | April |
| Kw    | Mo    | Di    | Mi    | Do    | Fr    | Sa    | So    |
| 14    | 1     | 2     | 3     | 4     | 5     | 6     | 7     |
| 15    | 8     | 9     | 10    | 11    | 12    | 13    | 14    |
| 16    | 15    | 16    | 17    | 18    | 19    | 20    | 21    |
| 17    | 22    | 23    | 24    | 25    | 26    | 27    | 28    |
| 18    | 29    | 30    |       |       |       |       |       |
| ----- | ----- | ----- | ----- | ----- | ----- | ----- | ----- |

| Mai | Mai | Mai | Mai | Mai | Mai | Mai | Mai |
| Kw  | Mo  | Di  | Mi  | Do  | Fr  | Sa  | So  |
| 18  |     |     | 1   | 2   | 3   | 4   | 5   |
| 19  | 6   | 7   | 8   | 9   | 10  | 11  | 12  |
| 20  | 13  | 14  | 15  | 16  | 17  | 18  | 19  |
| 21  | 20  | 21  | 22  | 23  | 24  | 25  | 26  |
| 22  | 27  | 28  | 29  | 30  | 31  |     |     |
| --- | --- | --- | --- | --- | --- | --- | --- |

| Juni | Juni | Juni | Juni | Juni | Juni | Juni | Juni |
| Kw   | Mo   | Di   | Mi   | Do   | Fr   | Sa   | So   |
| 22   |      |      |      |      |      | 1    | 2    |
| 23   | 3    | 4    | 5    | 6    | 7    | 8    | 9    |
| 24   | 10   | 11   | 12   | 13   | 14   | 15   | 16   |
| 25   | 17   | 18   | 19   | 20   | 21   | 22   | 23   |
| 26   | 24   | 25   | 26   | 27   | 28   | 29   | 30   |
| ---- | ---- | ---- | ---- | ---- | ---- | ---- | ---- |

| Juli | Juli | Juli | Juli | Juli | Juli | Juli | Juli |
| Kw   | Mo   | Di   | Mi   | Do   | Fr   | Sa   | So   |
| 27   | 1    | 2    | 3    | 4    | 5    | 6    | 7    |
| 28   | 8    | 9    | 10   | 11   | 12   | 13   | 14   |
| 29   | 15   | 16   | 17   | 18   | 19   | 20   | 21   |
| 30   | 22   | 23   | 24   | 25   | 26   | 27   | 28   |
| 31   | 29   | 30   | 31   |      |      |      |      |
| ---- | ---- | ---- | ---- | ---- | ---- | ---- | ---- |

| August | August | August | August | August | August | August | August |
| Kw     | Mo     | Di     | Mi     | Do     | Fr     | Sa     | So     |
| 31     |        |        |        | 1      | 2      | 3      | 4      |
| 32     | 5      | 6      | 7      | 8      | 9      | 10     | 11     |
| 33     | 12     | 13     | 14     | 15     | 16     | 17     | 18     |
| 34     | 19     | 20     | 21     | 22     | 23     | 24     | 25     |
| 35     | 26     | 27     | 28     | 29     | 30     | 31     |        |
| ------ | ------ | ------ | ------ | ------ | ------ | ------ | ------ |

| September | September | September | September | September | September | September | September |
| Kw        | Mo        | Di        | Mi        | Do        | Fr        | Sa        | So        |
| 35        |           |           |           |           |           |           | 1         |
| 36        | 2         | 3         | 4         | 5         | 6         | 7         | 8         |
| 37        | 9         | 10        | 11        | 12        | 13        | 14        | 15        |
| 38        | 16        | 17        | 18        | 19        | 20        | 21        | 22        |
| 39        | 23        | 24        | 25        | 26        | 27        | 28        | 29        |
| 40        | 30        |           |           |           |           |           |           |
| --------- | --------- | --------- | --------- | --------- | --------- | --------- | --------- |

| Oktober | Oktober | Oktober | Oktober | Oktober | Oktober | Oktober | Oktober |
| Kw      | Mo      | Di      | Mi      | Do      | Fr      | Sa      | So      |
| 40      |         | 1       | 2       | 3       | 4       | 5       | 6       |
| 41      | 7       | 8       | 9       | 10      | 11      | 12      | 13      |
| 42      | 14      | 15      | 16      | 17      | 18      | 19      | 20      |
| 43      | 21      | 22      | 23      | 24      | 25      | 26      | 27      |
| 44      | 28      | 29      | 30      | 31      |         |         |         |
| ------- | ------- | ------- | ------- | ------- | ------- | ------- | ------- |

| November | November | November | November | November | November | November | November |
| Kw       | Mo       | Di       | Mi       | Do       | Fr       | Sa       | So       |
| 44       |          |          |          |          | 1        | 2        | 3        |
| 45       | 4        | 5        | 6        | 7        | 8        | 9        | 10       |
| 46       | 11       | 12       | 13       | 14       | 15       | 16       | 17       |
| 47       | 18       | 19       | 20       | 21       | 22       | 23       | 24       |
| 48       | 25       | 26       | 27       | 28       | 29       | 30       |          |
| -------- | -------- | -------- | -------- | -------- | -------- | -------- | -------- |

| Dezember | Dezember | Dezember | Dezember | Dezember | Dezember | Dezember | Dezember |
| Kw       | Mo       | Di       | Mi       | Do       | Fr       | Sa       | So       |
| 48       |          |          |          |          |          |          | 1        |
| 49       | 2        | 3        | 4        | 5        | 6        | 7        | 8        |
| 50       | 9        | 10       | 11       | 12       | 13       | 14       | 15       |
| 51       | 16       | 17       | 18       | 19       | 20       | 21       | 22       |
| 52       | 23       | 24       | 25       | 26       | 27       | 28       | 29       |
| 1        | 30       | 31       |          |          |          |          |          |
| -------- | -------- | -------- | -------- | -------- | -------- | -------- | -------- |

| Januar | Januar | Januar | Januar | Januar | Januar | Januar | Januar |
| Kw     | Mo     | Di     | Mi     | Do     | Fr     | Sa     | So     |
| 1      |        | 1      | 2      | 3      | 4      | 5      | 6      |
| 2      | 7      | 8      | 9      | 10     | 11     | 12     | 13     |
| 3      | 14     | 15     | 16     | 17     | 18     | 19     | 20     |
| 4      | 21     | 22     | 23     | 24     | 25     | 26     | 27     |
| 5      | 28     | 29     | 30     | 31     |        |        |        |
| ------ | ------ | ------ | ------ | ------ | ------ | ------ | ------ |

| Februar | Februar | Februar | Februar | Februar | Februar | Februar | Februar |
| Kw      | Mo      | Di      | Mi      | Do      | Fr      | Sa      | So      |
| 5       |         |         |         |         | 1       | 2       | 3       |
| 6       | 4       | 5       | 6       | 7       | 8       | 9       | 10      |
| 7       | 11      | 12      | 13      | 14      | 15      | 16      | 17      |
| 8       | 18      | 19      | 20      | 21      | 22      | 23      | 24      |
| 9       | 25      | 26      | 27      | 28      |         |         |         |
| ------- | ------- | ------- | ------- | ------- | ------- | ------- | ------- |

| März | März | März | März | März | März | März | März |
| Kw   | Mo   | Di   | Mi   | Do   | Fr   | Sa   | So   |
| 9    |      |      |      |      | 1    | 2    | 3    |
| 10   | 4    | 5    | 6    | 7    | 8    | 9    | 10   |
| 11   | 11   | 12   | 13   | 14   | 15   | 16   | 17   |
| 12   | 18   | 19   | 20   | 21   | 22   | 23   | 24   |
| 13   | 25   | 26   | 27   | 28   | 29   | 30   | 31   |
| ---- | ---- | ---- | ---- | ---- | ---- | ---- | ---- |

| April | April | April | April | April | April | April | April |
| Kw    | Mo    | Di    | Mi    | Do    | Fr    | Sa    | So    |
| 14    | 1     | 2     | 3     | 4     | 5     | 6     | 7     |
| 15    | 8     | 9     | 10    | 11    | 12    | 13    | 14    |
| 16    | 15    | 16    | 17    | 18    | 19    | 20    | 21    |
| 17    | 22    | 23    | 24    | 25    | 26    | 27    | 28    |
| 18    | 29    | 30    |       |       |       |       |       |
| ----- | ----- | ----- | ----- | ----- | ----- | ----- | ----- |

| Mai | Mai | Mai | Mai | Mai | Mai | Mai | Mai |
| Kw  | Mo  | Di  | Mi  | Do  | Fr  | Sa  | So  |
| 18  |     |     | 1   | 2   | 3   | 4   | 5   |
| 19  | 6   | 7   | 8   | 9   | 10  | 11  | 12  |
| 20  | 13  | 14  | 15  | 16  | 17  | 18  | 19  |
| 21  | 20  | 21  | 22  | 23  | 24  | 25  | 26  |
| 22  | 27  | 28  | 29  | 30  | 31  |     |     |
| --- | --- | --- | --- | --- | --- | --- | --- |

| Juni | Juni | Juni | Juni | Juni | Juni | Juni | Juni |
| Kw   | Mo   | Di   | Mi   | Do   | Fr   | Sa   | So   |
| 22   |      |      |      |      |      | 1    | 2    |
| 23   | 3    | 4    | 5    | 6    | 7    | 8    | 9    |
| 24   | 10   | 11   | 12   | 13   | 14   | 15   | 16   |
| 25   | 17   | 18   | 19   | 20   | 21   | 22   | 23   |
| 26   | 24   | 25   | 26   | 27   | 28   | 29   | 30   |
| ---- | ---- | ---- | ---- | ---- | ---- | ---- | ---- |

| Juli | Juli | Juli | Juli | Juli | Juli | Juli | Juli |
| Kw   | Mo   | Di   | Mi   | Do   | Fr   | Sa   | So   |
| 27   | 1    | 2    | 3    | 4    | 5    | 6    | 7    |
| 28   | 8    | 9    | 10   | 11   | 12   | 13   | 14   |
| 29   | 15   | 16   | 17   | 18   | 19   | 20   | 21   |
| 30   | 22   | 23   | 24   | 25   | 26   | 27   | 28   |
| 31   | 29   | 30   | 31   |      |      |      |      |
| ---- | ---- | ---- | ---- | ---- | ---- | ---- | ---- |

| August | August | August | August | August | August | August | August |
| Kw     | Mo     | Di     | Mi     | Do     | Fr     | Sa     | So     |
| 31     |        |        |        | 1      | 2      | 3      | 4      |
| 32     | 5      | 6      | 7      | 8      | 9      | 10     | 11     |
| 33     | 12     | 13     | 14     | 15     | 16     | 17     | 18     |
| 34     | 19     | 20     | 21     | 22     | 23     | 24     | 25     |
| 35     | 26     | 27     | 28     | 29     | 30     | 31     |        |
| ------ | ------ | ------ | ------ | ------ | ------ | ------ | ------ |

| September | September | September | September | September | September | September | September |
| Kw        | Mo        | Di        | Mi        | Do        | Fr        | Sa        | So        |
| 35        |           |           |           |           |           |           | 1         |
| 36        | 2         | 3         | 4         | 5         | 6         | 7         | 8         |
| 37        | 9         | 10        | 11        | 12        | 13        | 14        | 15        |
| 38        | 16        | 17        | 18        | 19        | 20        | 21        | 22        |
| 39        | 23        | 24        | 25        | 26        | 27        | 28        | 29        |
| 40        | 30        |           |           |           |           |           |           |
| --------- | --------- | --------- | --------- | --------- | --------- | --------- | --------- |

| Oktober | Oktober | Oktober | Oktober | Oktober | Oktober | Oktober | Oktober |
| Kw      | Mo      | Di      | Mi      | Do      | Fr      | Sa      | So      |
| 40      |         | 1       | 2       | 3       | 4       | 5       | 6       |
| 41      | 7       | 8       | 9       | 10      | 11      | 12      | 13      |
| 42      | 14      | 15      | 16      | 17      | 18      | 19      | 20      |
| 43      | 21      | 22      | 23      | 24      | 25      | 26      | 27      |
| 44      | 28      | 29      | 30      | 31      |         |         |         |
| ------- | ------- | ------- | ------- | ------- | ------- | ------- | ------- |

| November | November | November | November | November | November | November | November |
| Kw       | Mo       | Di       | Mi       | Do       | Fr       | Sa       | So       |
| 44       |          |          |          |          | 1        | 2        | 3        |
| 45       | 4        | 5        | 6        | 7        | 8        | 9        | 10       |
| 46       | 11       | 12       | 13       | 14       | 15       | 16       | 17       |
| 47       | 18       | 19       | 20       | 21       | 22       | 23       | 24       |
| 48       | 25       | 26       | 27       | 28       | 29       | 30       |          |
| -------- | -------- | -------- | -------- | -------- | -------- | -------- | -------- |

| Dezember | Dezember | Dezember | Dezember | Dezember | Dezember | Dezember | Dezember |
| Kw       | Mo       | Di       | Mi       | Do       | Fr       | Sa       | So       |
| 48       |          |          |          |          |          |          | 1        |
| 49       | 2        | 3        | 4        | 5        | 6        | 7        | 8        |
| 50       | 9        | 10       | 11       | 12       | 13       | 14       | 15       |
| 51       | 16       | 17       | 18       | 19       | 20       | 21       | 22       |
| 52       | 23       | 24       | 25       | 26       | 27       | 28       | 29       |
| 1        | 30       | 31       |          |          |          |          |          |
| -------- | -------- | -------- | -------- | -------- | -------- | -------- | -------- |

## Ereignisse

### Politik und Weltgeschehen

#### Das Attentat von Agnani

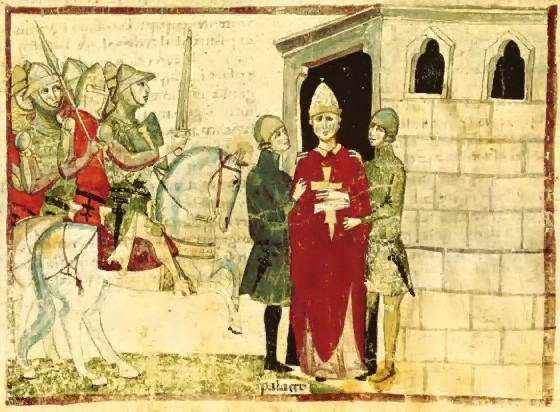
Papst Bonifatius VIII. wird gefangen genommen. (Darstellung aus der Nuova Cronica des Giovanni Villani, 14. Jahrhundert)

Ende August verbreitet sich das Gerücht, dass Papst Bonifatius VIII. beabsichtige, am 8. September am Portal der Kathedrale seines Sommerdomizils Anagni den französischen König Philipp IV. mit dem Bann zu belegen, seine Untertanen von ihrem Treueid zu entbinden und die von ihm geschlossenen Bündnisse für nichtig zu erklären.
Philipps Kanzler Guillaume de Nogaret gelingt es, ein Bündnis mit dem einflussreichen Sciarra Colonna zu schließen, einem römischen Adligen, dessen Familie mit dem Papst verfeindet ist. In den Morgenstunden des 7. September dringt eine Gruppe Bewaffneter unter Führung von Nogaret und Colonna in den Palast des Papstes in Anagni ein, nimmt ihn gefangen und fordert ihn auf, von seinem Amt zurückzutreten, was Bonifatius jedoch verweigert.
Am 9. September befreien die Bürger Anagnis den Papst und vertreiben die Angreifer. Gleichwohl wird der bereits 68-jährige Papst durch das Attentat von Anagni so mitgenommen, dass er am 11. Oktober, inzwischen nach Rom zurückgekehrt, verstirbt.

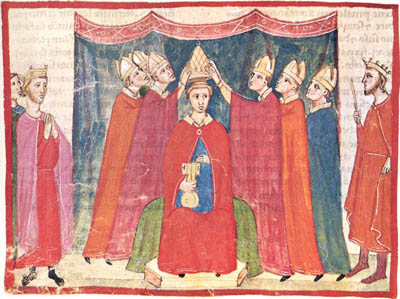
Die Krönung Benedikts XI.

Das Konklave zur Wahl seines Nachfolgers beginnt am 21. Oktober mit 18 Teilnehmern in Rom. Es ist das erste seiner Art, welches in den Mauern von Alt-St. Peter am Vatikanischen Hügel stattfindet. Bereits am nächsten Tag wird nach elftägiger Sedisvakanz Nicolo di Boccasio, Bischof von Ostia, einstimmig zum Papst gewählt. Er nimmt den Namen Benedikt XI. an. Am 27. Oktober erfolgt die Inthronisation. Benedikt verfolgt eine frankreichfreundliche Politik und hebt schließlich die von seinem Vorgänger Bonifatius VIII. ausgesprochene Exkommunikation Philipps IV. von Frankreich wieder auf.

#### Weitere Ereignisse in Europa
- 24. Februar: Ein schottisches Heer unter Simon Fraser und John Comyn schlägt in der Schlacht von Roslin während der Schottischen Unabhängigkeitskriege eine englische Armee.
- 20. Mai: Im Vertrag von Paris gibt Frankreichs König Philipp IV. gegenüber dem englischen König Edward I. nach und erkennt die Guyenne als dessen Lehen an. Damit endet der Französisch-Englische Krieg von 1294 bis 1298. Mit dem Vertrag von Paris erhält Edward I. neben der Guyenne auch die Städte Bordeaux und Bayonne zugesprochen. Der Lehnseid, den Eduard I. leisten soll, wird stellvertretend durch seinen Sohn Edward abgelegt, der mit Philipps Tochter Isabelle verlobt wird.
- 18. Oktober: Wegen der Verluste von Besitzungen in Italien unterzeichnet Gottfried von Hohenlohe seinen Rücktritt als Hochmeister des Deutschen Ordens. Sein Nachfolger wird Siegfried von Feuchtwangen. Die Vorgangsweise ist innerhalb des Ordens umstritten, umso mehr, als Hohenlohe seinen Rücktritt bald darauf widerruft.
- Papst Bonifatius VIII. anerkennt Albrecht I., der seit 1298 deutscher König und Herzog von Österreich und der Steiermark ist. Der Papst verspricht ihm die Kaiserkrönung und erhält im Gegenzug die Toskana.

#### Asien

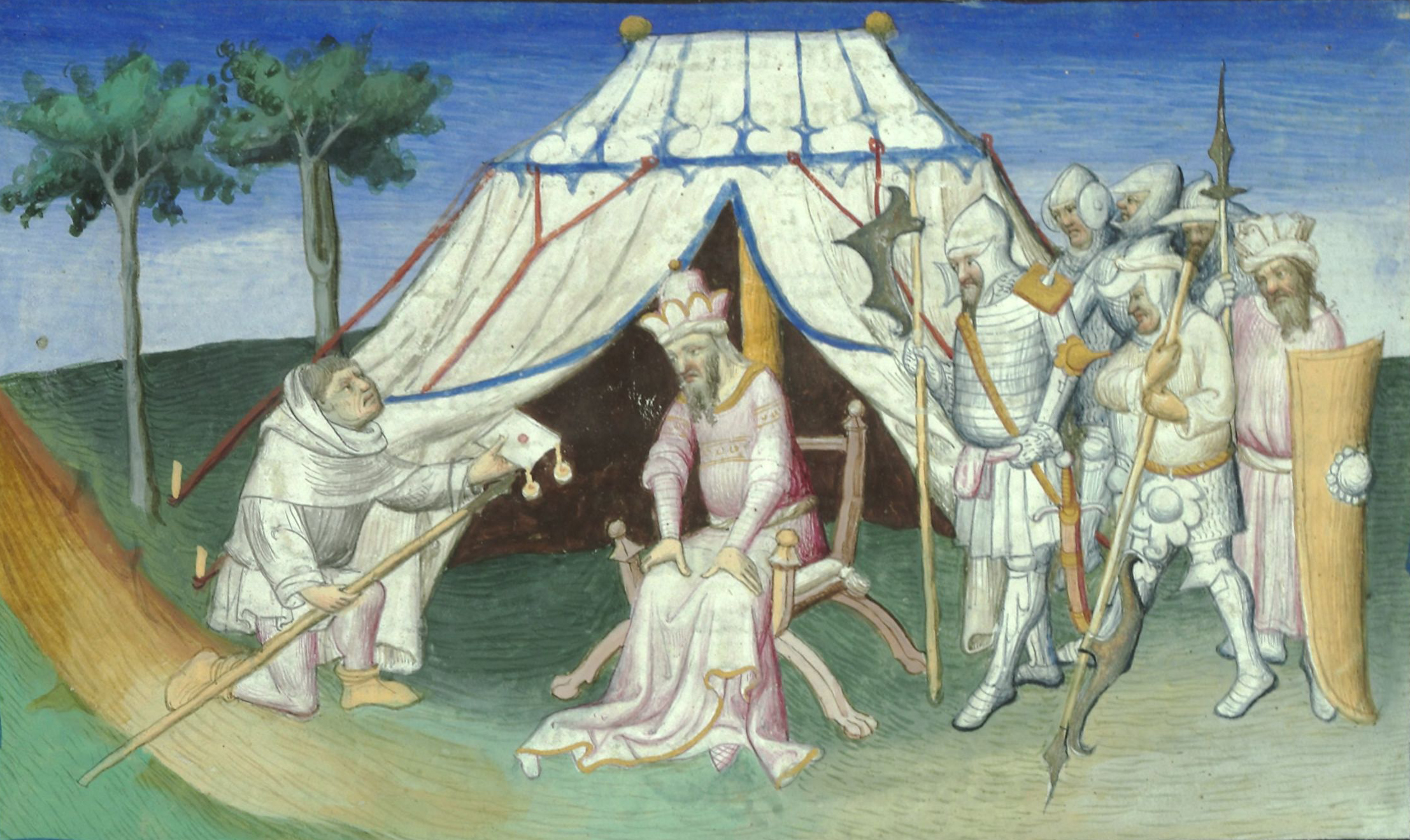
Ghazan fordert 1303 Hethum II. auf, Qutlughschahs Angriff auf Damaskus zu unterstützen
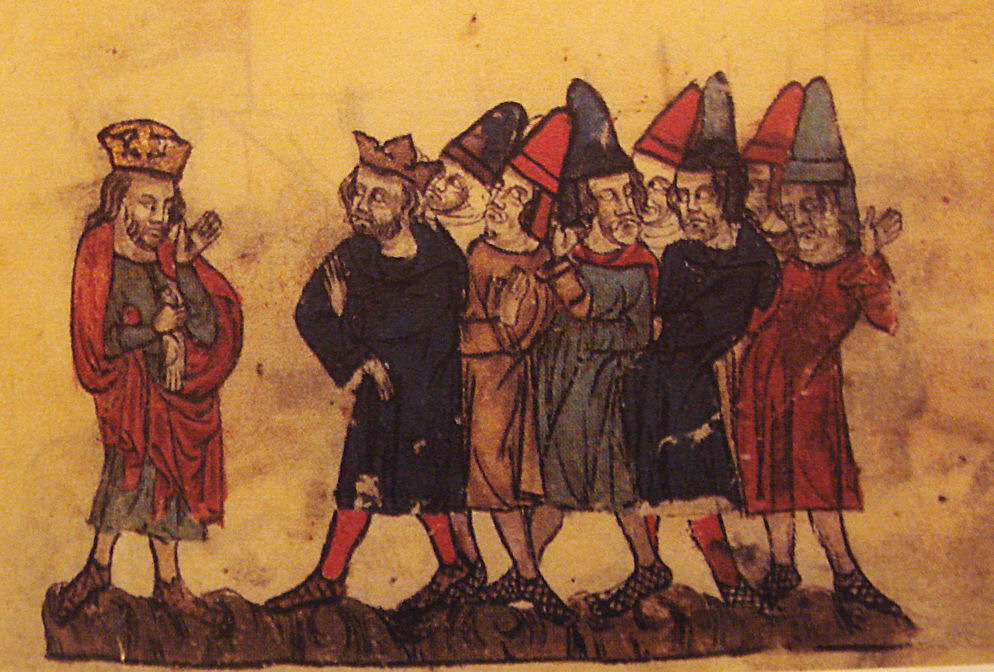
1303 nimmt Hethum II. (links) Abschied von Ghazan und den Mongolen

#### Urkundliche Ersterwähnungen / Stadtrechte
- 2. Februar: Die Stadt Hanau erhält die Stadtrechte.
- 19. Oktober: Die Stadt Siegen erhält das Soester Stadtrecht.
- Der Stadtrat von Bremen beschließt die Kodifizierung des Bremer Stadtrechts, das 1308 in Kraft tritt.
- Breitenbach, Full, Munster, Pfaffenhofen an der Roth, Rauenberg, Reichelsheim, Saxeten, Werthenstein und Wessental werden erstmals urkundlich erwähnt.
- Erstmalige Erwähnung des Möthlitzer Schlosses
- Hall in Tirol erhält das Stadtrecht.

### Wissenschaft und Technik
- 20. April: Die Universität La Sapienza in Rom wird mit der Bulle In suprema praeminentia dignitatis von Papst Bonifatius VIII. als Päpstliche Universität gegründet, um die Priesterausbildung in räumlicher Nähe des Heiligen Stuhls zu ermöglichen.
- 2. Juli: In Konkurrenz zur Pariser Sorbonne wird in der unabhängigen Grafschaft Avignon die Universität Avignon gegründet.

### Religion
König Albrecht I. gründet nahe dem Brenztopf bei Springen das Kloster Königsbronn. Für die Ausstattung wird die nahegelegene Ruine Herwartstein als Steinbruch verwendet.

### Natur und Umwelt
Ein erstes Erdbeben erschüttert den Leuchtturm von Alexandria und führt zu weitgehenden Zerstörungen (ein zweites folgt 1323).

## Geboren

### Genaues Geburtsdatum unbekannt
- Birgitta Birgersdotter, schwedische Hofmeisterin, Mystikerin und Ordensgründerin, Heilige der katholischen Kirche († 1373)
- Heinrich VII. von Kranlucken, Fürstabt von Fulda († 1372)
- Suddhipala, Kaiser von China († 1323)

### Geboren um 1303
- Henry Ferrers, englischer Adeliger († 1343)

## Gestorben

### Todesdatum gesichert
- 3. März: Roger Bernard III., Graf von Foix
- 4. März: Daniel von Moskau, Fürst von Moskau und Begründer der Moskauer Linie der Rurikiden (* 1261?)
- 26. März: Otto IV., Pfalzgraf von Burgund (* um 1238)
- April: Eberwin von Cronberg, Bischof von Worms
- 19. Mai: Ivo Hélory, bretonischer Advokat und Priester (* 1253)
- 19. Juni: Mechtild von Isenburg, Äbtissin im Stift Nottuln
- 12. Juli: Manegold von Neuenburg, Bischof von Bamberg und Bischof von Würzburg
- 14. August: Leopold I. von Gründlach, Bischof von Bamberg
- 8. Oktober: Beatrix von Grafschaft, Äbtissin des Stifts Freckenhorst

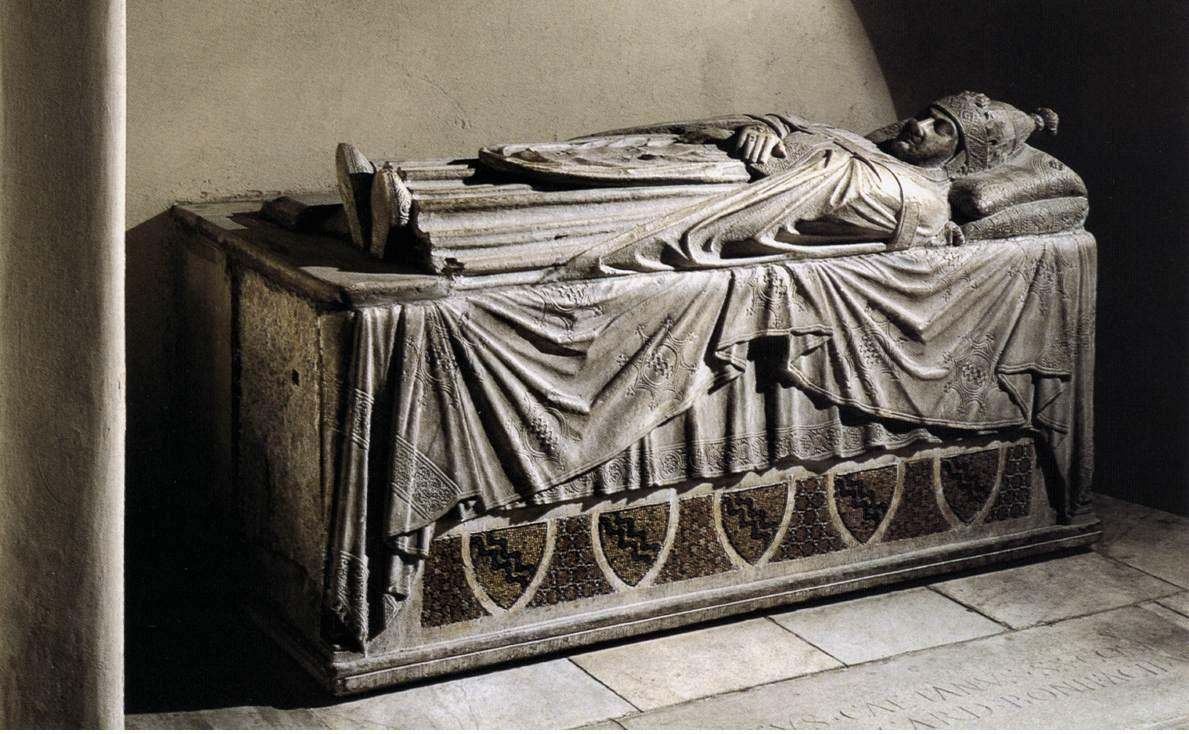
Das Grabmal von Bonifatius VIII. von Arnolfo di Cambio gestaltet. Es befindet sich heute in den vatikanischen Grotten

- 11. Oktober: Bonifatius VIII., Papst (* um 1235)
- 27. Oktober: Beatrix von Kastilien, Königin von Portugal, Prinzessin von Kastilien (* 1242)
- 28. Oktober: Matteo d’Acquasparta, italienischer Kardinal (* um 1240)
- 1. November: Hugo XIII. von Lusignan, Graf von La Marche und Angoulême (* 1259)
- 3. November: Elisabeth von Sizilien, Königin von Ungarn (* um 1261)
- 9. Dezember: Richard of Gravesend, Bischof von London

### Genaues Todesdatum unbekannt
- Abu Said Uthman I., Sultan der Abdalwadiden in Algerien
- Adelheid von Markdorf, Äbtissin von Buchau
- Dragpa Öser, Person des tibetischen Buddhismus (* 1246)
- Eberhard II. von Varendorff, Osnabrücker Ritter und Ministerialer (* 1268)
- Ga Anyen Dampa, Person des tibetischen Buddhismus (* 1230)
- Heinrich, Titulargraf von Freiburg
- Heinrich II., Herr von Ligny
- Heinrich von Pomesanien, Bischof von Pomesanien
- Iwan Assen III., Zar von Bulgarien (* um 1260)
- Kai Kobad III., seldschukischer Sultan von Rum
- Konstantin Dukas, Herrscher von Thessalien und Zentralgriechenland
- Maol Choluim I., schottischer Regent
- Prokop von Ustjug, Kaufmann aus Lübeck und Heiliger der Russisch-orthodoxen Kirche
- Heinrich von Winkelried, Schweizer Ritter